# Pierieswietowo-Bielica
Pierieswietowo-Bielica (ros. Пересветово-Белица) – wieś (ros. село, trb. sieło) w zachodniej Rosji, w sielsowiecie starobielickim rejonu konyszowskiego w obwodzie kurskim.

## Geografia
Miejscowość położona jest nad Bieliczką (lewy dopływ Swapy), 1 km od centrum administracyjnego sielsowietu (Staraja Bielica), 17,5 km na północny zachód od centrum administracyjnego rejonu (Konyszowka), 72 km na północny zachód od Kurska.
We wsi znajdują się 84 posesje.
Klimat
Miejscowość, jak i cały rejon, znajduje się w strefie klimatu kontynentalnego z łagodnym ciepłym latem i równomiernie rozłożonymi opadami rocznymi (Dfb w klasyfikacji klimatów Köppena).

## Demografia
W 2010 r. wieś zamieszkiwało 95 osób.